# Campionato europeo femminile di pallavolo 1955
Il campionato europeo femminile di pallavolo 1955 si è svolto dal 15 al 26 settembre a Bucarest, in Romania: al torneo hanno partecipato sei squadre nazionali europee e la vittoria finale è andata per la prima volta alla Cecoslovacchia.

## Regolamento

### Formula
Le squadre hanno disputato un'unica fase con formula del girone all'italiana.

### Criteri di classifica
Sono stati assegnati 2 punti alla squadra vincente e 1 a quella sconfitta.
L'ordine del posizionamento in classifica è stato definito in base a:
- Punti;
- Ratio dei set vinti/persi;
- Ratio dei punti realizzati/subiti;
- Risultati degli scontri diretti.

## Squadre partecipanti
| Squadra | Qualificazione      | Ultima partecipazione |
| --- | ------------------- | --------------------- |
| Bulgaria | -                   | Bulgaria 1950         |
| Cecoslovacchia | -                   | Bulgaria 1950         |
| Polonia | -                   | Cecoslovacchia 1951   |
| Romania | Paese organizzatore | Bulgaria 1950         |
| Ungheria | -                   | Bulgaria 1950         |
| [[File: Flag of the Soviet Union (1936 – 1955).svg\|class=noviewer\| Unione Sovietica (bandiera)\|border\|20x16px]] [[Nazionale femminile di pallavolo dell' Unione Sovietica\| Unione Sovietica]] | -                   | Cecoslovacchia 1951   |

## Torneo

### Risultati
| 15 giugno 1955 ?, Bucarest Durata: ? - Spettatori: ? | Romania | 3 - 0 | Ungheria | 15-7, 15-13, 15-13               |
| 15 giugno 1955 ?, Bucarest Durata: ? - Spettatori: ? | [[Nazionale femminile di pallavolo dell' Unione Sovietica\| Unione Sovietica]] [[File: Flag of the Soviet Union (1936 – 1955).svg\|class=noviewer\| Unione Sovietica (bandiera)\|border\|20x16px]] | 3 - 0 | Bulgaria | 15-10, 15-6, 15-11               |
| 15 giugno 1955 ?, Bucarest Durata: ? - Spettatori: ? | Cecoslovacchia | 3 - 2 | Polonia | 15-13, 15-4, 14-16, 7-15, 15-11  |
| 17 giugno 1955 ?, Bucarest Durata: ? - Spettatori: ? | Cecoslovacchia | 3 - 0 | Ungheria | 15-5, 15-12, 15-6                |
| 17 giugno 1955 ?, Bucarest Durata: ? - Spettatori: ? | Polonia | 3 - 2 | Bulgaria | 15-9, 8-15, 15-5, 11-15, 15-10   |
| 17 giugno 1955 ?, Bucarest Durata: ? - Spettatori: ? | [[Nazionale femminile di pallavolo dell' Unione Sovietica\| Unione Sovietica]] [[File: Flag of the Soviet Union (1936 – 1955).svg\|class=noviewer\| Unione Sovietica (bandiera)\|border\|20x16px]] | 3 - 0 | Romania | 15-4, 15-5, 15-13                |
| 19 giugno 1955 ?, Bucarest Durata: ? - Spettatori: ? | Polonia | 3 - 0 | Ungheria | 15-6, 15-12, 15-11               |
| 19 giugno 1955 ?, Bucarest Durata: ? - Spettatori: ? | Romania | 3 - 2 | Bulgaria | 15-13, 10-15, 10-15, 15-7, 15-11 |
| 19 giugno 1955 ?, Bucarest Durata: ? - Spettatori: ? | Cecoslovacchia | 3 - 2 | [[File: Flag of the Soviet Union (1936 – 1955).svg\|class=noviewer\| Unione Sovietica (bandiera)\|border\|20x16px]] [[Nazionale femminile di pallavolo dell' Unione Sovietica\| Unione Sovietica]] | 15-9, 8-15, 15-7, 7-15, 15-13    |
| 22 giugno 1955 ?, Bucarest Durata: ? - Spettatori: ? | Cecoslovacchia | 3 - 2 | Bulgaria | 15-5, 7-15, 15-10, 15-17, 15-7   |
| 22 giugno 1955 ?, Bucarest Durata: ? - Spettatori: ? | [[Nazionale femminile di pallavolo dell' Unione Sovietica\| Unione Sovietica]] [[File: Flag of the Soviet Union (1936 – 1955).svg\|class=noviewer\| Unione Sovietica (bandiera)\|border\|20x16px]] | 3 - 0 | Ungheria | 15-8, 15-11, 15-3                |
| 22 giugno 1955 ?, Bucarest Durata: ? - Spettatori: ? | Polonia | 3 - 2 | Romania | 9-15, 15-5, 15-13, 15-17, 15-11  |
| 26 giugno 1955 ?, Bucarest Durata: ? - Spettatori: ? | Cecoslovacchia | 3 - 0 | Romania | 15-13, 15-4, 15-13               |
| 26 giugno 1955 ?, Bucarest Durata: ? - Spettatori: ? | Bulgaria | 3 - 1 | Ungheria | 12-15, 15-12, 15-13, 16-14       |
| 26 giugno 1955 ?, Bucarest Durata: ? - Spettatori: ? | [[Nazionale femminile di pallavolo dell' Unione Sovietica\| Unione Sovietica]] [[File: Flag of the Soviet Union (1936 – 1955).svg\|class=noviewer\| Unione Sovietica (bandiera)\|border\|20x16px]] | 3 - 1 | Polonia | 15-9, 15-5, 9-15, 15-6           |

### Classifica
| Pos. | Squadra | Pt | G | V | P | SV | SP | Ratio | PF  | PS  | Ratio |
| ---- | --- | -- | - | - | - | -- | -- | ----- | --- | --- | ----- |
| 1.   | Cecoslovacchia | 10 | 5 | 5 | 0 | 15 | 6  | 2,500 | 283 | 225 | 1,257 |
| 2.   | [[File: Flag of the Soviet Union (1936 – 1955).svg\|class=noviewer\| Unione Sovietica (bandiera)\|border\|20x16px]] [[Nazionale femminile di pallavolo dell' Unione Sovietica\| Unione Sovietica]] | 9  | 5 | 4 | 1 | 14 | 4  | 3,500 | 248 | 166 | 1,494 |
| 3.   | Polonia | 8  | 5 | 3 | 2 | 12 | 10 | 1,200 | 272 | 264 | 1,030 |
| 4.   | Romania | 7  | 5 | 2 | 3 | 8  | 11 | 0,727 | 223 | 253 | 0,881 |
| 5.   | Bulgaria | 6  | 5 | 1 | 4 | 9  | 13 | 0,692 | 254 | 295 | 0,861 |
| 6.   | Ungheria | 5  | 5 | 0 | 5 | 1  | 15 | 0,066 | 161 | 238 | 0,676 |

## Classifica finale
| Pos     | Squadra |
| ------- | --- |
| Oro     | Cecoslovacchia |
| Argento | [[File: Flag of the Soviet Union (1936 – 1955).svg\|class=noviewer\| Unione Sovietica (bandiera)\|border\|40x40px]] [[Nazionale femminile di pallavolo dell' Unione Sovietica\| Unione Sovietica]] |
| Bronzo  | Polonia |
| 4       | Romania |
| 5       | Bulgaria |
| 6       | Ungheria |